# TACSTD2
TACSTD2 (англ. Tumor associated calcium signal transducer 2) – білок, який кодується однойменним геном, розташованим у людей на короткому плечі 1-ї хромосоми.  Довжина поліпептидного ланцюга білка становить 323 амінокислот, а молекулярна маса — 35 709.
| 10         |  | 20         |  | 30         |  | 40         |  | 50         |
| ---------- |  | ---------- |  | ---------- |  | ---------- |  | ---------- |
| MARGPGLAPP |  | PLRLPLLLLV |  | LAAVTGHTAA |  | QDNCTCPTNK |  | MTVCSPDGPG |
| GRCQCRALGS |  | GMAVDCSTLT |  | SKCLLLKARM |  | SAPKNARTLV |  | RPSEHALVDN |
| DGLYDPDCDP |  | EGRFKARQCN |  | QTSVCWCVNS |  | VGVRRTDKGD |  | LSLRCDELVR |
| THHILIDLRH |  | RPTAGAFNHS |  | DLDAELRRLF |  | RERYRLHPKF |  | VAAVHYEQPT |
| IQIELRQNTS |  | QKAAGDVDIG |  | DAAYYFERDI |  | KGESLFQGRG |  | GLDLRVRGEP |
| LQVERTLIYY |  | LDEIPPKFSM |  | KRLTAGLIAV |  | IVVVVVALVA |  | GMAVLVITNR |
| RKSGKYKKVE |  | IKELGELRKE |  | PSL        |  |            |  |            |

A: Аланін

C: Цистеїн

D: Аспарагінова кислота

E: Глутамінова кислота

F: Фенілаланін

G: Гліцин

H: Гістидин

I: Ізолейцин

K: Лізин

L: Лейцин

M: Метіонін

N: Аспарагін

P: Пролін

Q: Глутамін

R: Аргінін

S: Серин

T: Треонін

V: Валін

W: Триптофан

Задіяний у такому біологічному процесі як поліморфізм. 
Локалізований у мембрані.